# Heideland, Thüringen
Heideland är en kommun i Saale-Holzland-Kreis i förbundslandet Thüringen i Tyskland.
Kommunen ingår i förvaltningsgemenskapen Heideland-Elstertal-Schkölen tillsammans med kommunerna Crossen an der Elster, Hartmannsdorf, Rauda, Silbitz, Walpernhain och Schkölen.